# Eomyidae
Eomyidae (лат.) — вымершее семейство североамериканских и евразийских грызунов. Относятся к инфраотряду боброобразных. В Северной Америке они известны со среднего эоцена по поздний миоцен, а в Евразии с позднего эоцена по плейстоцен. Были в основном мелкими и среднего размера животными. Населяли лесные местообитания. Известны преимущественно по фрагментам черепа. В семейство входит первый известный науке грызун, способный к планирующему полёту Eomys quercyi.

## Классификация
В семейство входят следующие подсемейства и роды:
- Подсемейство Yoderimyinae
  - Litoyoderimys
  - Yoderimys
  - Zaisaneomys
  - Zemiodontomys
- Подсемейство Apeomyinae
  - Apeomyoides
  - Apeomys
  - Arikareeomys
  - Megapeomys
  - Zophoapeomys
- Подсемейство Eomyinae
  - Adjidaumo
  - Aguafriamys
  - Asianeomys
  - Aulolithomys
  - Centimanomys
  - Comancheomys
  - Cristadjidaumo
  - Cupressimus
  - Eomyodon
  - Eomyops
  - Eomys
  - Estramomys
  - Kansasimys
  - Keramidomys
  - Leptodontomys
  - Ligerimys
  - Metadjidaumo
  - Metanoiamys
  - Meteomys
  - Montanamus
  - Namatomys
  - Neoadjidaumo
  - Orelladjidaumo
  - Paradjidaumo
  - Paranamatomys
  - Pentabuneomys
  - Protadjidaumo
  - Pseudadjidaumo
  - Pseudotheridomys
  - Rhodanomys
  - Ritteneria
  - Ronquillomys
  - Viejadjidaumo
- Роды с неопределённым статусом:
  - Simiacritomys
  - Symplokeomys